# Corydalis lopinensis
Corydalis lopinensis är en vallmoväxtart som beskrevs av Adrien René Franchet. Corydalis lopinensis ingår i släktet nunneörter, och familjen vallmoväxter. Inga underarter finns listade i Catalogue of Life.